# Pakistan Times
Pakistan Times (1947–1996) var en pakistansk avis, oprindeligt oprettet af venstreorienterede Progressive Papers Limited med base i Lahore, Pakistan.

## Historisk baggrund
Det blev ejet og drevet af Mian Iftikharuddin, en Punjabi-politiker, der tidligere var af den indiske nationale kongres, men af All-India Muslim League efter 1946. Avisen startede offentliggørelsen den 4. februar 1947. Dets hovedredaktør i 1940'erne var den kommunistiske digter Faiz Ahmed Faiz. Efter hans arrestation i 1951 i forbindelse med Rawalpindi Conspiracy Case tjente Mazhar Ali Khan som hovedredaktør. Pakistan Times fortsatte med at være en indflydelsesrig avis i 1950'erne med sin nedslående kritik af regeringen for at deltage i de USA-sponsorerede militære alliancer.
Under Ayub Khan's militære regime blev der pålagt presse, inklusive Pakistan Times, en streng førcensur. I april 1959 overtog regimet Progressive Papers Limited i henhold til Pakistan Security Act.
I 1964 blev National Press Trust oprettet af Ayub-regeringen som en frontorganisation til styring af aviserne inklusive Pakistan Times. I 1980'erne blev ti journalister og ledelsesmedarbejdere i Pakistan Times afskediget af Zia ul-Haq-regimet for deres forbindelser til Bevægelsen for Gendannelse af Demokrati og for at underskrive en appel for "Fred i Sindh" -bevægelsen.
National Press Trust blev privatiseret i 1996. Samme år blev Pakistan Times nedlagt. Pakistan Times blev relanceret af Youth Group Limited mediegruppe Youth Productions, og medstifter er Umair Ahmad.